# Johannetta van Sayn-Wittgenstein
Johannetta van Sayn-Wittgenstein (Berleburg, 15 februari 1561 - Hadamar, 13 april 1622), Duits: Johannette Gräfin von Sayn-Wittgenstein, was een Duitse gravin en door huwelijk gravin van Nassau-Dillenburg.

## Biografie

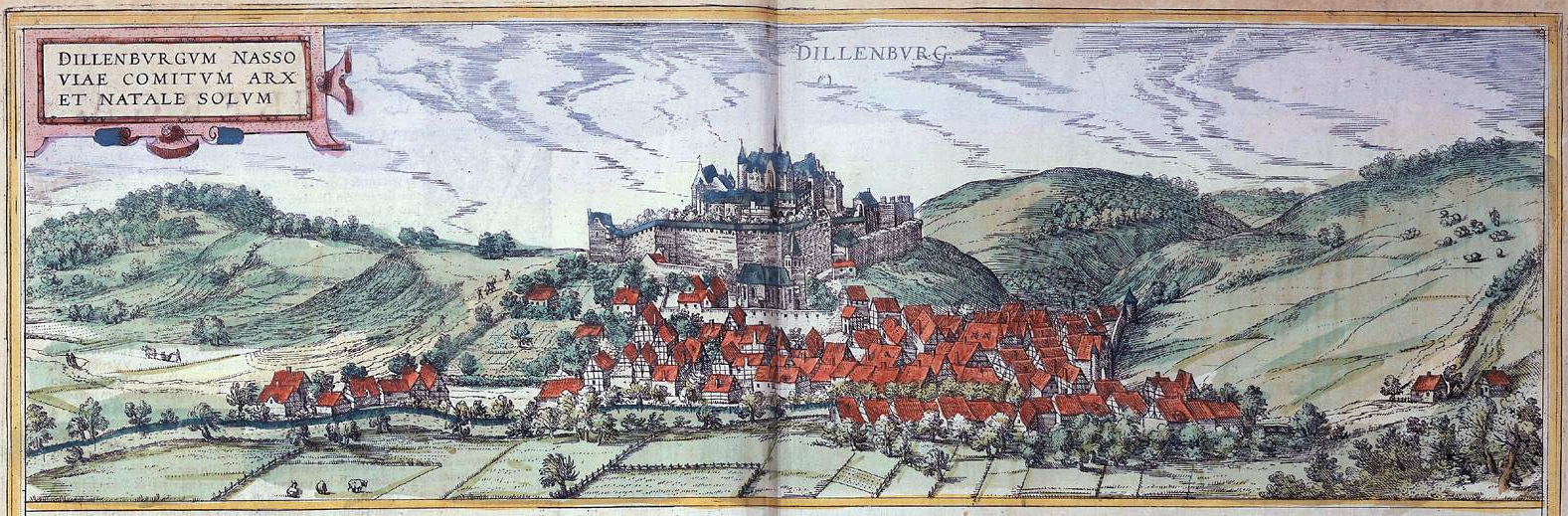
Gezicht op Dillenburg, omstreeks 1575

Johannetta groeide op in een gezin van drie kinderen. Haar vader graaf Lodewijk I van Sayn-Wittgenstein vestigde zich met zijn vrouw Amalia van Solms-Braunfels en de kinderen in een jachtslot nabij Berleburg. Hier overleed haar moeder toen Johannetta pas vier jaar oud was. De kinderen werden opgevoed in de humanistisch hervormde traditie van hun vader. 
Toen ze vijfentwintig jaar oud was kreeg ze een huwelijksaanzoek van de vijfentwintig jaar oudere Jan VI van Nassau-Dillenburg, een jongere broer van Willem van Oranje, die het jaar er voor zijn tweede echtgenote was verloren. Uit zijn eerste en tweede huwelijk had hij al vele kinderen die nog jong waren en met hem in Slot Dillenburg woonden. Het huwelijk werd gesloten te Slot Berleburg op 14 juni 1586.
Met Johannetta die introk in Dillenburg kreeg hij nog zeven kinderen, van wie er vijf volwassen werden. Johannetta gaf leiding aan de huishouding van het slot en was de hoofdverantwoordelijke voor de opvoeding van haar eigen kinderen en van de grote kinderschare uit de eerste twee huwelijken van haar man.
Uit het huwelijk werden de volgende kinderen geboren:
1. George Lodewijk (Dillenburg, 12 april 1588 - Dillenburg, 16 april 1588).
2. Johan Lodewijk (Dillenburg, 7 augustus 1590 - Hadamar, 10 maart 1653). Volgde zijn vader op als graaf van Nassau-Hadamar. Huwde Detmold, 26 augustus 1617 met Ursula van Lippe (15 februari 1598Jul. - 27 juli 1638Greg.).
3. Johannetta Elisabeth (Dillenburg, 13 februari 1593 - Huis Limburg, 13 september 1654). Huwde Beilstein, 16 december 1616 met Koenraad Gumprecht van Bentheim-Steinfurt (10 maart 1585 - 10 maart 1618).
4. Anna (24 november 1594 - 11 februari 1660). Huwde 19 juni 1619 met Filips Ernst van Isenburg-Birstein (27 januari 1595 - 16 augustus 1635).
5. Magdalena (13 november 1595 - 31 juli 1633). Huwde 29 mei 1624 met George Albrecht I van Erbach (16 december 1597 - 25 november 1647).
6. Anna Amalia (19 juli 1599 - 14 mei 1667). Huwde 24 oktober 1648 met Willem Otto van Isenburg-Birstein (17 november 1597 - 17 juli 1667).
7. Juliana (Dillenburg, 9 juni 1602 - Dillenburg, 26 augustus 1602).

Johannetta werd op 9 mei 1622 begraven in de grafkelder in de Evangelische Stadskerk te Dillenburg.
- Gemeinsame Normdatei: 141894318
- Virtual International Authority File: 122745132